# Charles Cavendish (1704–1783)
Pour les articles homonymes, voir Charles Cavendish.
Charles Cavendish, né le 17 mars 1704 et mort le 28 avril 1783, est un noble britannique, un important membre du parti des whigs et un philosophe naturel.

## Biographie
Troisième fils de William Cavendish, 2e duc de Devonshire, il entre à la chambre des communes en 1725 pour Heytesbury et en reste membre jusqu'en 1741 à divers sièges, date à partir de laquelle il occupe le siège du Derbyshire, traditionnellement occupé par les Cavendish, à la place de son neveu William Cavendish, marquis d'Hartington.
Membre de la Royal Society dont il est aussi vice-président, il est récompensé par la médaille Copley en 1757 pour le développement d'un thermomètre capable d'enregistrer le minimum et le maximum de température.
Il se marie avec Lady Anne Grey († 20 septembre 1733), quatrième fille de Henry Grey (1er duc de Kent), 1er duc de Kent, le 9 janvier 1731. Le couple a deux enfants :
- Henry Cavendish (10 octobre 1731 – 10 mars 1810), scientifique renommé ;
- Frederick Cavendish (né avant 1733) ;